# Pheidole
Pheidole – rodzaj mrówek z podrodziny Formicinae.
Rodzaj kosmopolityczny.
Należy tu ponad 1000 opisanych gatunków:
- Pheidole aana Wilson & Taylor, 1967
- Pheidole aberrans Mayr, 1868
- Pheidole absurda Forel, 1886
- Pheidole acamata Wilson, 2003
- Pheidole acantha Eguchi, 2001
- Pheidole accinota Wheeler, 1925
- Pheidole aciculata Wilson, 2003
- Pheidole aculifera Wilson, 2003
- Pheidole acutidens (Santschi, 1922)
- Pheidole ademonia Wilson, 2003
- Pheidole adrianoi Naves, 1985
- Pheidole aeberlii Forel, 1894
- Pheidole aenescens Wilson, 2003
- Pheidole aequiseta Santschi, 1923
- Pheidole aglae Forel, 1913
- Pheidole agricola Wilson, 2003
- Pheidole ajax Forel, 1899
- Pheidole akermani Arnold, 1920
- Pheidole alacris Santschi, 1923
- Pheidole alayoi Wilson, 2003
- Pheidole albidula Santschi, 1928
- Pheidole albipes Wilson, 2003
- Pheidole alexeter Wilson, 2003
- Pheidole alfaroi Emery, 1896
- Pheidole alienata Borgmeier, 1929
- Pheidole allani Bingham, 1903
- Pheidole allarmata Wilson, 2003
- Pheidole alpestris Wilson, 2003
- Pheidole alpinensis Forel, 1912
- Pheidole alticola Wilson, 2003
- Pheidole amabilis Wilson, 2003
- Pheidole amata Forel, 1901
- Pheidole amazonica Wilson, 2003
- Pheidole amber Donisthorpe, 1941
- Pheidole ambigua Wilson, 2003
- Pheidole ambonensis Karavaiev, 1930
- Pheidole ampla Forel, 1893
- Pheidole amplificata Viehmeyer, 1914
- Pheidole anastasii Emery, 1896
- Pheidole andrieui Santschi, 1930
- Pheidole androsana Wheeler, 1905
- Pheidole angulicollis Eguchi, 2001
- Pheidole angulifera Wilson, 2003
- Pheidole angusta Forel, 1908
- Pheidole angusticeps Wilson, 2003
- Pheidole anima Wilson, 2003
- Pheidole annemariae Forel, 1918
- Pheidole annexa Eguchi, 2001
- Pheidole anthracina Forel, 1902
- Pheidole antillana Forel, 1893
- Pheidole antipodum (Smith, 1858)
- Pheidole aper Forel, 1912
- Pheidole aphrasta Zhou & Zheng, 1999
- Pheidole arachnion Wilson, 2003
- Pheidole araneoides Wilson, 2003
- Pheidole arboricola Wilson, 2003
- Pheidole arcifera Santschi, 1925
- Pheidole arctos Wilson, 2003
- Pheidole areniphila Forel, 1910
- Pheidole argentina (Bruch, 1932)
- Pheidole arhuaca Forel, 1901
- Pheidole ariel Wilson, 2003
- Pheidole aripoensis Wilson, 2003
- Pheidole aristotelis Forel, 1911
- Pheidole arnoldi Forel, 1913
- Pheidole aspera Mayr, 1862
- Pheidole asperata Emery, 1895
- Pheidole asperithorax Emery, 1894
- Pheidole aspidata Eguchi & Bui, 2005
- Pheidole astur Wilson, 2003
- Pheidole athertonensis Forel, 1915
- Pheidole atticola Forel, 1912
- Pheidole atua Wilson & Taylor, 1967
- Pheidole aurea Wilson, 2003
- Pheidole aurivillii Mayr, 1896
- Pheidole auropilosa Mayr, 1887
- Pheidole avia Forel, 1908
- Pheidole azteca Wilson, 2003
- Pheidole bahai (Forel, 1922)
- Pheidole bajaensis Wilson, 2003
- Pheidole bakeri Forel, 1912
- Pheidole balzani Emery, 1894
- Pheidole bambusarum Forel, 1908
- Pheidole bandata Bharti, 2004
- Pheidole barbata Wheeler, 1908
- Pheidole barreleti Forel, 1903
- Pheidole barumtaun Donisthorpe, 1938
- Pheidole batrachorum Wheeler, 1922
- Pheidole beauforti Emery, 1911
- Pheidole bellatrix Wilson, 2003
- Pheidole belli Mann, 1919
- Pheidole beloceps Wilson, 2003
- Pheidole bequaerti Forel, 1913
- Pheidole bergi Mayr, 1887
- Pheidole bessonii Forel, 1891
- Pheidole bicarinata Mayr, 1870
- Pheidole biconstricta Mayr, 1870
- Pheidole bicornis Forel, 1899
- Pheidole bidens Wilson, 2003
- Pheidole bifurca Donisthorpe, 1941
- Pheidole bigote Longino, 2009
- Pheidole bilimeki Mayr, 1870
- Pheidole biloba (Karavaiev, 1935)
- Pheidole binasifera Wilson, 2003
- Pheidole binghamii Forel, 1902
- Pheidole biolleyi Forel, 1908
- Pheidole bison Wilson, 2003
- Pheidole blumenauensis Kempf, 1964
- Pheidole bluntschlii Forel, 1911
- Pheidole boliviana Wilson, 2003
- Pheidole boltoni Wilson, 2003
- Pheidole borgmeieri Kempf, 1972
- Pheidole boruca Wilson, 2003
- Pheidole bos Forel, 1893
- Pheidole brachyops Wilson, 2003
- Pheidole brandaoi Wilson, 2003
- Pheidole branstetteri Longino, 2009
- Pheidole braueri Forel, 1897
- Pheidole brevicona Mayr, 1887
- Pheidole brevicornis Mayr, 1876
- Pheidole breviseta Santschi, 1919
- Pheidole browni Wilson, 2003
- Pheidole bruchella Forel, 1915
- Pheidole bruchi Forel, 1914
- Pheidole bruesi Wheeler, 1911
- Pheidole brunnescens Santschi, 1929
- Pheidole bucculenta Forel, 1908
- Pheidole buchholzi Mayr, 1901
- Pheidole buckleyi Smith, 1951
- Pheidole bufo Wilson, 2003
- Pheidole bula Sarnat, 2008
- Pheidole bulliceps Wilson, 2003
- Pheidole bureni Wilson, 2003
- Pheidole butteli Forel, 1913
- Pheidole caffra Emery, 1895
- Pheidole cairnsiana Forel, 1902
- Pheidole caldwelli Mann, 1921
- Pheidole calens Forel, 1901
- Pheidole californica Mayr, 1870
- Pheidole calimana Wilson, 2003
- Pheidole caltrop Wilson, 2003
- Pheidole cameroni Mayr, 1887
- Pheidole camilla Wilson, 2003
- Pheidole camptostela Kempf, 1972
- Pheidole capellinii Emery, 1887
- Pheidole capensis Mayr, 1862
- Pheidole capillata Emery, 1906
- Pheidole caracalla Wilson, 2003
- Pheidole carapuna Mann, 1916
- Pheidole carapunco Kusnezov, 1952
- Pheidole cardiella Wilson, 2003
- Pheidole cardinalis Wilson, 2003
- Pheidole caribbaea Wheeler, 1911
- Pheidole carinata Wilson, 2003
- Pheidole cariniceps Eguchi, 2001
- Pheidole carinote Longino, 2009
- Pheidole carrolli Naves, 1985
- Pheidole casta Wheeler, 1908
- Pheidole castanea (Smith, 1858)
- Pheidole cataphracta Wilson, 2003
- Pheidole cataractae Wheeler, 1916
- Pheidole caulicola Wilson, 2003
- Pheidole cavifrons Emery, 1906
- Pheidole cavigenis Wheeler, 1915
- Pheidole ceibana Wilson, 2003
- Pheidole celaena Wilson, 2003
- Pheidole centeotl Wheeler, 1914
- Pheidole cerebrosior Wheeler, 1915
- Pheidole ceres Wheeler, 1904
- Pheidole cerina Wilson, 2003
- Pheidole cervicornis Emery, 1900
- Pheidole ceylonica (Motschoulsky, 1863)
- Pheidole chalca Wheeler, 1914
- Pheidole chalcoides Wilson, 2003
- Pheidole charazana Wilson, 2003
- Pheidole cheesmanae Donisthorpe, 1941
- Pheidole cheesmannae Donisthorpe, 1941
- Pheidole chilensis Mayr, 1862
- Pheidole chloe Forel, 1908
- Pheidole chocoensis Wilson, 2003
- Pheidole christinae Fischer, Hita Garcia & Peters, 2012
- Pheidole christopherseni Forel, 1912
- Pheidole chrysops Wilson, 2003
- Pheidole cielana Wilson, 2003
- Pheidole cingulata (Smith, 1857)
- Pheidole citrina Wilson, 2003
- Pheidole clavata (Emery, 1877)
- Pheidole claviscapa Santschi, 1925
- Pheidole clementensis Gregg, 1969
- Pheidole clydei Gregg, 1950
- Pheidole clypeocornis Eguchi, 2001
- Pheidole cocciphaga Borgmeier, 1934
- Pheidole cockerelli Wheeler, 1908
- Pheidole coffeicola Borgmeier, 1934
- Pheidole colaensis Mann, 1921
- Pheidole colobopsis Mann, 1916
- Pheidole colpigaleata Eguchi, 2006
- Pheidole comata Smith, 1858
- Pheidole concentrica Forel, 1902
- Pheidole concinna Santschi, 1910
- Pheidole conficta Forel, 1902
- Pheidole confoedusta Wheeler, 1909
- Pheidole constanciae Forel, 1902
- Pheidole constipata Wheeler, 1908
- Pheidole coonoorensis Forel, 1902
- Pheidole coracina Wilson, 2003
- †Pheidole cordata Holl, 1829
- Pheidole cordiceps Mayr, 1868
- Pheidole cornicula Wilson, 2003
- Pheidole corticicola Santschi
- Pheidole coveri Wilson, 2003
- Pheidole cramptoni Wheeler, 1916
- Pheidole crassicornis Emery, 1895
- Pheidole crassinoda Emery, 1895
- Pheidole creightoni Gregg, 1955
- Pheidole crinita Wilson, 2003
- Pheidole crozieri Wilson, 2003
- Pheidole cryptocera Emery, 1900
- Pheidole cubaensis Mayr, 1862
- Pheidole cuevasi Wilson, 2003
- Pheidole cuitensis Forel, 1910
- Pheidole cuprina Wilson, 2003
- Pheidole cursor Wilson, 2003
- Pheidole cyrtostela Wilson, 2003
- Pheidole dammermani Wheeler, 1924
- Pheidole daphne Wilson, 2003
- Pheidole darlingtoni Wheeler, 1936
- Pheidole darwini Fischer, Hita Garcia & Peters, 2012
- Pheidole dasypyx Wilson, 2003
- Pheidole davidsonae Wilson, 2003
- Pheidole davisi Wheeler, 1905
- Pheidole dea Santschi, 1921
- Pheidole debilis Longino, 2009
- Pheidole decarinata Santschi, 1929
- Pheidole decepticon Fischer & Fisher, 2013
- Pheidole deceptrix Forel, 1899
- Pheidole defecta Santschi, 1923
- Pheidole deima Wilson, 2003
- Pheidole delecta Forel, 1899
- Pheidole delicata Wilson, 2003
- Pheidole deltea Eguchi, 2001
- Pheidole demeter Wilson, 2003
- Pheidole dentata Mayr, 1886
- Pheidole dentigula Smith, 1927
- Pheidole descolei Kusnezov, 1952
- Pheidole deserticola Forel, 1910
- Pheidole desertorum Wheeler, 1906
- Pheidole diabolus Wilson, 2003
- Pheidole diana Forel, 1908
- Pheidole diffidens (Walker, 1859)
- Pheidole diffusa (Jerdon, 1851)
- Pheidole diligens (Smith, 1858)
- Pheidole dinophila Wilson, 2003
- Pheidole dione Forel, 1913
- Pheidole dispar (Forel, 1895)
- Pheidole distincta Donisthorpe, 1943
- Pheidole distorta Forel, 1899
- Pheidole diversipilosa Wheeler, 1908
- Pheidole dodo Fischer & Fisher, 2013
- Pheidole dolon Wilson, 2003
- Pheidole dorsata Wilson, 2003
- Pheidole dossena Wilson, 2003
- Pheidole drepanon Wilson, 2003
- Pheidole drogon Masako Ogasawara/Sarnat et al.
- Pheidole dryas Wilson, 2003
- Pheidole dugasi Forel, 1911
- Pheidole dumicola Wilson, 2003
- Pheidole duneraensis Bharti, 2001
- Pheidole durionei Santschi, 1923
- Pheidole dwyeri Gregg, 1969
- Pheidole dyctiota Kempf, 1972
- Pheidole ectatommoides Wilson, 2003
- Pheidole ecuadorana Wilson, 2003
- Pheidole eidmanni Menozzi, 1926
- Pheidole elecebra (Wheeler, 1904)
- Pheidole elegans Donisthorpe, 1938
- Pheidole elisae Emery, 1900
- Pheidole elongicephala Eguchi, 2008
- Pheidole embolopyx Brown, 1968
- Pheidole emmae Forel, 1905
- Pheidole ensifera Forel, 1897
- Pheidole eowilsoni Longino, 2009
- Pheidole eparmata Wilson, 2003
- Pheidole epetrion Wilson, 2003
- Pheidole epiphyta Longino, 2009
- Pheidole erato Mann, 1919
- Pheidole erethizon Wilson, 2003
- Pheidole eriophora Wilson, 2003
- Pheidole ernsti Forel, 1912
- Pheidole erratilis Wilson, 2003
- Pheidole escherichii Forel, 1910
- Pheidole euryscopa Wilson, 2003
- Pheidole exarata Emery, 1896
- Pheidole exasperata (Mayr, 1866)
- Pheidole excellens Mayr, 1862
- Pheidole excubitor Wilson, 2003
- Pheidole exigua Mayr, 1884
- Pheidole exquisita Wilson, 2003
- Pheidole fabricator (Smith, 1858)
- Pheidole fadli Sharaf, 2007
- Pheidole fallax Mayr, 1870
- Pheidole fantasia Chapman, 1963
- Pheidole fatigata Bolton, 1995
- Pheidole feae Emery, 1895
- Pheidole fera Santschi, 1925
- Pheidole fergusoni Forel, 1902
- Pheidole fervens Smith, 1858
- Pheidole fervida Smith, 1874
- Pheidole fimbriata Roger, 1863
- Pheidole fiorii Emery, 1890
- Pheidole fissiceps Wilson, 2003
- Pheidole flavens Roger, 1863
- Pheidole flaveria Zhou & Zheng, 1999
- Pheidole flavida Mayr, 1887
- Pheidole flavifrons Wilson, 2003
- Pheidole flavothoracica Viehmeyer, 1914
- Pheidole floricola Wilson, 2003
- Pheidole floridana Emery, 1895
- Pheidole foederalis Borgmeier, 1928
- Pheidole foreli Mayr, 1901
- Pheidole fortis Eguchi, 2006
- Pheidole fossimandibula Longino, 2009
- Pheidole foveolata Eguchi, 2006
- Pheidole fowleri Wilson, 2003
- Pheidole fracticeps Wilson, 2003
- Pheidole fullerae Wilson, 2003
- Pheidole funki LaPolla & Cover, 2005
- Pheidole funkikoensis Wheeler, 1929
- Pheidole furcata Sarnat, 2008
- Pheidole furtiva Wilson, 2003
- Pheidole fuscula Emery, 1900
- Pheidole gagates Wilson, 2003
- Pheidole gaigei Forel, 1914
- Pheidole galba Wilson, 2003
- Pheidole gambogia Donisthorpe, 1948
- Pheidole gangamon Wilson, 2003
- Pheidole gatesi (Wheeler, 1927)
- Pheidole gauthieri Forel, 1901
- Pheidole gellibrandi Clark, 1934
- Pheidole geminata Wilson, 2003
- Pheidole gemmula Wilson, 2003
- Pheidole geraesensis Santschi, 1929
- Pheidole germaini Emery, 1896
- Pheidole gertrudae Forel, 1886
- Pheidole ghatica Forel, 1902
- Pheidole ghigii Emery, 1900
- Pheidole gibba Mayr, 1887
- Pheidole gibbata Borgmeier, 1934
- Pheidole gigaflavens Wilson, 2003
- Pheidole gigas Wilson, 2003
- Pheidole gigliolii Menozzi, 1935
- Pheidole gilva Wilson, 2003
- Pheidole gilvescens Creighton & Gregg, 1955
- Pheidole glabrella Fischer, Hita Garcia & Peters, 2012
- Pheidole globularia Wilson, 2003
- Pheidole glomericeps Wilson, 2003
- Pheidole gnomus Wilson, 2003
- Pheidole godmani Forel, 1893
- Pheidole goeldii Forel, 1895
- Pheidole gombakensis Eguchi, 2001
- Pheidole gouldi Forel, 1886
- Pheidole gracilescens (Smith, 1860)
- Pheidole gracilipes (Motschoulsky, 1863)
- Pheidole gradifer Wilson, 2003
- Pheidole grallatrix Emery, 1899
- Pheidole grandinodus Wilson, 2003
- Pheidole granulata Pergande, 1896
- Pheidole gravida Wilson, 2003
- Pheidole grayi Forel, 1902
- Pheidole grex Wilson, 2003
- Pheidole grundmanni Smith, 1953
- Pheidole guajirana Wilson, 2003
- Pheidole guayasana Wilson, 2003
- Pheidole guerrerana Wilson, 2003
- Pheidole guilelmimuelleri Forel, 1886
- Pheidole guineensis (Fabricius, 1793)
- Pheidole gulo Wilson, 2003
- Pheidole gymnoceras Longino, 2009
- Pheidole hainanensis Chen, Ye, Lu & Zhou, 2011
- Pheidole hamtoni Wilson, 2003
- Pheidole harlequina Wilson, 2003
- Pheidole harrisonfordi Wilson, 2003
- Pheidole hartmeyeri Forel, 1907
- Pheidole haskinsorum Wilson, 2003
- Pheidole hasticeps Wilson, 2003
- Pheidole havilandi Forel, 1911
- Pheidole haywardi Kusnezov, 1952
- Pheidole hazenae Wilson, 2003
- Pheidole hecate Wheeler, 1911
- Pheidole hector Wilson, 2003
- Pheidole hedlundorum Wilson, 2003
- Pheidole heliosa Fischer, Hita Garcia & Peters, 2012
- Pheidole hercules Donisthorpe, 1941
- Pheidole heterothrix Santschi, 1923
- Pheidole hetschkoi Emery, 1896
- Pheidole hewitti Santschi, 1932
- Pheidole heyeri Forel, 1899
- Pheidole hierax Wilson, 2003
- Pheidole hirsuta Emery, 1896
- Pheidole hirtula Forel, 1899
- Pheidole hispaniolae Wilson, 2003
- Pheidole hizemops Wilson, 2003
- Pheidole hoelldobleri Wilson, 2003
- Pheidole hongkongensis Wheeler, 1928
- Pheidole hoplitica Wilson, 2003
- Pheidole horni Emery, 1901
- Pheidole horribilis Wilson, 2003
- Pheidole hortensis Forel, 1913
- Pheidole hortonae Wilson, 2003
- Pheidole hospes Smith, 1865
- Pheidole hospita Bingham, 1903
- Pheidole huacana Wilson, 2003
- Pheidole huberi Forel, 1911
- Pheidole huilana Wilson, 2003
- Pheidole humeralis Wheeler, 1908
- Pheidole humeridens Wilson, 2003
- Pheidole hyatti Emery, 1895
- Pheidole iceni Fernández, 2011
- Pheidole impressa Mayr, 1870
- Pheidole impressiceps Mayr, 1876
- Pheidole inca Wilson, 2003
- Pheidole incerta (Smith, 1863)
- Pheidole incisa Mayr, 1870
- Pheidole incurvata Viehmeyer, 1924
- Pheidole indagatrix Wilson, 2003
- Pheidole indica Mayr, 1879
- Pheidole indosinensis Wheeler, 1928
- Pheidole industa Santschi, 1939
- Pheidole inermis Mayr, 1870
- Pheidole infernalis Wilson, 2003
- Pheidole inflexa Santschi, 1923
- Pheidole innotata Mayr, 1866
- Pheidole innupta Menozzi, 1931
- Pheidole inornata Eguchi, 2001
- Pheidole inquilina (Wheeler, 1903)
- Pheidole inscrobiculata Viehmeyer, 1916
- Pheidole insipida Forel, 1899
- Pheidole inversa Forel, 1901
- Pheidole irritans (Smith, 1858)
- Pheidole isis Mann, 1919
- Pheidole jacobsoni Forel, 1911
- Pheidole jaculifera Wilson, 2003
- Pheidole jamaicensis Wheeler, 1908
- Pheidole janzeni Longino, 2009
- Pheidole jeannei Wilson, 2003
- Pheidole jelskii Mayr, 1884
- Pheidole jivaro Wilson, 2003
- Pheidole jonas Forel, 1907
- Pheidole jordanica Saulcy, 1874
- Pheidole jubilans Forel, 1911
- Pheidole jucunda Forel, 1885
- Pheidole jujuyensis Forel, 1913
- Pheidole juniperae Wilson, 2003
- Pheidole karolmorae Longino, 2009
- Pheidole karolsetosa Longino, 2009
- Pheidole katonae Forel, 1907
- Pheidole kikutai Eguchi, 2001
- Pheidole kitschneri Forel, 1910
- Pheidole knowlesi Mann, 1921
- Pheidole kochi (Emery, 1911)
- Pheidole kohli Mayr, 1901
- Pheidole komori Fischer & Fisher, 2013
- Pheidole kugleri Wilson, 2003
- Pheidole kukrana Wilson, 2003
- Pheidole kuna Wilson, 2003
- Pheidole kusnezovi Wilson, 2003
- Pheidole laelaps Wilson, 2003
- Pheidole laevicolor Eguchi, 2006
- Pheidole laevifrons Mayr, 1887
- Pheidole laevinota Forel, 1908
- Pheidole laevithorax Eguchi, 2008
- Pheidole laeviventris Mayr, 1870
- Pheidole laevivertex Forel, 1901
- Pheidole lagunculinoda Longino, 2009
- Pheidole laidlowi Mann, 1916
- Pheidole lamellinoda Forel, 1902
- Pheidole lamia Wheeler, 1901
- Pheidole laminata Emery, 1900
- Pheidole lancifera Wilson, 2003
- Pheidole lanigera Wilson, 2003
- Pheidole lanuginosa Wilson, 1984
- Pheidole laselva Wilson, 2003
- Pheidole laticornis Wilson, 2003
- Pheidole laticrista Santschi, 1916
- Pheidole latinoda Roger, 1863
- Pheidole lattkei Wilson, 2003
- Pheidole laudatana Wilson, 2003
- Pheidole lemnisca Wilson, 2003
- Pheidole lemur Forel, 1912
- Pheidole leoncortesi Longino, 2009
- Pheidole leonina Wilson, 2003
- Pheidole leptina Wilson, 2003
- Pheidole liengmei Forel, 1894
- Pheidole lignicola Mayr, 1887
- Pheidole lilloi (Kusnezov, 1952)
- Pheidole liteae Forel, 1910
- Pheidole littoralis Cole, 1952
- Pheidole lobulata Emery, 1900
- Pheidole loki Fischer & Fisher, 2013
- Pheidole lokitae Forel, 1913
- Pheidole longiceps Mayr, 1876
- Pheidole longicornis Emery, 1888
- Pheidole longinoi Wilson, 2003
- Pheidole longior Santschi, 1933
- Pheidole longipes (Latreille, 1802)
- Pheidole longiscapa Forel, 1901
- Pheidole longiseta Wilson, 2003
- Pheidole longispinosa Forel, 1891
- Pheidole lourothi Wilson, 2003
- Pheidole lovejoyi Wilson, 2003
- Pheidole lucaris Wilson, 2003
- Pheidole lucida Forel, 1895
- Pheidole lucioccipitalis Eguchi, 2001
- Pheidole lucretii Santschi, 1923
- Pheidole lupus Wilson, 2003
- Pheidole lustrata Wilson, 2003
- Pheidole luteipes Emery, 1914
- Pheidole lutzi Forel, 1905
- Pheidole macclendoni Wheeler, 1908
- Pheidole machetula Wilson, 2003
- Pheidole mackayi Wilson, 2003
- Pheidole macracantha Wilson, 2003
- Pheidole macromischoides Wilson, 2003
- Pheidole macrops Wilson, 2003
- Pheidole maculifrons Wheeler, 1929
- Pheidole madecassa Forel, 1892
- Pheidole madrensis Wilson, 2003
- Pheidole magna Eguchi, 2006
- Pheidole magrettii Emery, 1887
- Pheidole maja Forel, 1886
- Pheidole makilingi Viehmeyer, 1916
- Pheidole malabarica (Jerdon, 1851)
- Pheidole malinsii Forel, 1902
- Pheidole mallota Wilson, 2003
- Pheidole mamore Mann, 1916
- Pheidole manteroi Emery, 1897
- Pheidole mantilla Wilson, 2003
- Pheidole manuana Wilson, 2003
- Pheidole manukana Eguchi, 2001
- Pheidole marcidula Wheeler, 1908
- Pheidole maufei Arnold, 1920
- Pheidole mayri Forel, 1894
- Pheidole medioflava Donisthorpe, 1941
- Pheidole megacephala (Fabricius, 1793)
- Pheidole megatron Fischer & Fisher, 2013
- Pheidole meihuashanensis Li & Chen, 1992
- Pheidole meinerti Forel, 1905
- Pheidole meinertopsis Wilson, 2003
- Pheidole melanogaster Donisthorpe, 1943
- Pheidole melastomae Wilson, 2003
- Pheidole mendanai Mann, 1919
- Pheidole mendicula Mann, 1919
- Pheidole mentita Santschi, 1914
- Pheidole mera Wilson, 2003
- Pheidole merimbun Eguchi, 2001
- Pheidole mesomontana Longino, 2009
- Pheidole metallescens Emery, 1895
- Pheidole metana Wilson, 2003
- Pheidole micon Wilson, 2003
- Pheidole micridris Wilson, 2003
- Pheidole microgyna Wheeler, 1928
- Pheidole microps Wilson, 2003
- Pheidole micula Wheeler, 1915
- Pheidole midas Wilson, 2003
- Pheidole militicida Wheeler, 1915
- Pheidole minax Wilson, 2003
- Pheidole minensis Santschi, 1923
- Pheidole minima Mayr, 1901
- Pheidole minor (Jerdon, 1851)
- Pheidole minuscula Bernard, 1953
- Pheidole minutula Mayr, 1878
- Pheidole mirabilis Wilson, 2003
- Pheidole miseranda Wheeler, 1924
- Pheidole mittermeieri Wilson, 2003
- Pheidole mixteca Wilson, 2003
- Pheidole mjobergi Forel, 1915
- Pheidole modiglianii Emery, 1900
- Pheidole moerens Wheeler, 1908
- Pheidole moffetti Wilson, 2003
- Pheidole monstrosa Wilson, 2003
- Pheidole montana Eguchi, 1999
- Pheidole monteverdensis Wilson, 2003
- Pheidole mooreorum Wilson, 2003
- Pheidole morelosana Wilson, 2003
- Pheidole morrisii Forel, 1886
- Pheidole moseni Wheeler, 1925
- Pheidole mosenopsis Wilson, 2003
- Pheidole multidens Forel, 1902
- Pheidole multispina Wilson, 2003
- Pheidole mus Forel, 1902
- Pheidole mutisi Fernández & Wilson, 2008
- Pheidole mylognatha Wheeler, 1922
- Pheidole nana Emery, 1894
- Pheidole naoroji Forel, 1902
- Pheidole napoensis Wilson, 2003
- Pheidole nasifera Wilson, 2003
- Pheidole nasutoides Hölldobler & Wilson, 1992
- Pheidole naylae Wilson, 2003
- Pheidole nebulosa Wilson, 2003
- Pheidole nemoralis Forel, 1892
- Pheidole neokohli Wilson, 1984
- Pheidole neolongiceps Brown, 1950
- Pheidole neolongiscapa Özdikmen, 2010
- Pheidole neoschultzi LaPolla, 2006
- Pheidole nesiota Wilson, 2003
- Pheidole nietneri Emery, 1901
- Pheidole nigella Emery, 1894
- Pheidole nigeriensis Santschi, 1914
- Pheidole nigricula Wilson, 2003
- Pheidole nigritella Bernard, 1953
- Pheidole nimba Bernard, 1953
- Pheidole nindi Mann, 1919
- Pheidole nitella Wilson, 2003
- Pheidole nitidicollis Emery, 1896
- Pheidole nitidula Emery, 1888
- Pheidole njassae Viehmeyer, 1914
- Pheidole noar Wilson, 2003
- Pheidole noda Smith, 1874
- Pheidole nodgii Forel, 1905
- Pheidole nodifera (Smith, 1858)
- Pheidole nubicola Wilson, 2003
- Pheidole nubila Emery, 1906
- Pheidole nuculiceps Wheeler, 1908
- Pheidole oaxacana Wilson, 2003
- Pheidole obnixa Forel, 1912
- Pheidole obrima Wilson, 2003
- Pheidole obscurifrons Santschi, 1925
- Pheidole obscurithorax Naves, 1985
- Pheidole obtusopilosa Mayr, 1887
- Pheidole obtusospinosa Pergande, 1896
- Pheidole occipitalis André, 1890
- Pheidole oceanica Mayr, 1866
- Pheidole ocellata Zhou, 2001
- Pheidole ochracea Eguchi, 2008
- Pheidole oculata (Emery, 1899)
- Pheidole oliveirai Wilson, 2003
- Pheidole olsoni Wilson, 2003
- Pheidole onifera Mann, 1921
- Pheidole onyx Wilson, 2003
- Pheidole opaciventris Mayr, 1876
- Pheidole optiva Forel, 1901
- Pheidole orbica Forel, 1893
- Pheidole oswaldi Forel, 1891
- Pheidole otisi Wilson, 2003
- Pheidole oxyops Forel, 1908
- Pheidole paiute Gregg, 1959
- Pheidole palenquensis Wilson, 2003
- Pheidole pallidula (Nylander, 1849)
- Pheidole pampana Santschi, 1929
- Pheidole paraensis Wilson, 2003
- Pheidole pararugiceps Longino, 2009
- Pheidole parasitica Wilson, 1984
- Pheidole pariana Wilson, 2003
- Pheidole parva Mayr, 1865
- Pheidole parvicorpus Eguchi, 2001
- Pheidole peckorum Wilson, 2003
- Pheidole pedana Wilson, 2003
- Pheidole pegasus Sarnat, 2008
- Pheidole peguensis Emery, 1895
- Pheidole pelor Wilson, 2003
- Pheidole peltastes Wilson, 2003
- Pheidole penetralis Smith, 1863
- Pheidole pepo Wilson, 2003
- Pheidole peregrina Wheeler, 1916
- Pheidole perkinsi Wilson, 2003
- Pheidole perpilosa Wilson, 2003
- Pheidole perpusilla Emery, 1894
- Pheidole perryorum Wilson, 2003
- Pheidole peruviana Wilson, 2003
- Pheidole petrensis Wilson, 2003
- Pheidole phanigaster Longino, 2009
- Pheidole philemon Forel, 1910
- Pheidole philippi Emery, 1915
- Pheidole phipsoni Forel, 1902
- Pheidole pholeops Wilson, 2003
- Pheidole picea (Buckley, 1866)
- Pheidole piceonigra Emery, 1922
- Pheidole picobarva Longino, 2009
- Pheidole pidax Wilson, 2003
- Pheidole pieli Santschi, 1925
- Pheidole pilifera (Roger, 1863)
- Pheidole pilispina Wilson, 2003
- Pheidole piliventris (Smith, 1858)
- Pheidole pilosior Wilson, 2003
- Pheidole pinealis Wheeler, 1908
- Pheidole pinicola Wilson, 2003
- Pheidole plagiaria Smith, 1860
- Pheidole planidorsum Eguchi, 2001
- Pheidole planifrons Santschi, 1920
- Pheidole plato Wilson, 2003
- Pheidole platypus Crawley, 1915
- Pheidole plebecula Forel, 1899
- Pheidole plinii Forel, 1911
- Pheidole polita Emery, 1894
- Pheidole polymorpha Wilson, 2003
- Pheidole porcula Wheeler, 1908
- Pheidole poringensis Eguchi, 2001
- Pheidole portalensis Wilson, 2003
- Pheidole potosiana Wilson, 2003
- Pheidole praeses Wilson, 2003
- Pheidole praeusta Roger, 1863
- Pheidole prattorum Wilson, 2003
- Pheidole prelli Forel, 1911
- †Pheidole primigenia Baroni Urbani, 1995
- Pheidole pronotalis Forel, 1902
- Pheidole prostrata Wilson, 2003
- Pheidole protea Forel, 1912
- Pheidole protensa Wilson, 2003
- Pheidole providens (Sykes, 1835)
- Pheidole proxima Mayr, 1876
- Pheidole psammophila Creighton & Gregg, 1955
- Pheidole psilogaster Wilson, 2003
- Pheidole pubiventris Mayr, 1887
- Pheidole pugnax Dalla Torre, 1892
- Pheidole pulchella Santschi, 1910
- Pheidole pullula Santschi, 1911
- Pheidole punctatissima Mayr, 1870
- Pheidole punctithorax Borgmeier, 1929
- Pheidole punctulata Mayr, 1866
- Pheidole purpurascens Emery, 1897
- Pheidole purpurea Longino, 2009
- Pheidole puttemansi Forel, 1911
- Pheidole pygmaea Wilson, 2003
- Pheidole pyriformis Clark, 1938
- Pheidole quadrensis Forel, 1900
- Pheidole quadriceps Wilson, 2003
- Pheidole quadricuspis Emery, 1900
- Pheidole quadriprojecta Smith, 1947
- Pheidole quadrispinosa (Smith, 1865)
- Pheidole quercicola Wilson, 2003
- Pheidole quiaccana Wheeler, 1925
- Pheidole quinata Eguchi, 2000
- Pheidole rabo Forel, 1913
- Pheidole radoszkowskii Mayr, 1884
- Pheidole ragnax Fischer & Fisher, 2013
- †Pheidole rasnitsyni Dubovikoff, 2011
- Pheidole rebeccae Fischer, Hita Garcia & Peters, 2012
- Pheidole reclusi Forel, 1899
- Pheidole recondita Clouse, 2007
- Pheidole rectisentis Wilson, 2003
- Pheidole rectispina Wilson, 2003
- Pheidole rectitrudis Wilson, 2003
- Pheidole reflexans Santschi, 1933
- Pheidole reichenspergeri Santschi, 1923
- Pheidole renae Wilson, 2003
- Pheidole retivertex Eguchi, 2001
- Pheidole retronitens Santschi, 1930
- Pheidole rhea Wheeler, 1908
- Pheidole rhinoceros Forel, 1899
- Pheidole rhinomontana Longino, 2009
- Pheidole rhytifera Wilson, 2003
- Pheidole rinae Emery, 1900
- Pheidole risii Forel, 1892
- Pheidole riveti Santschi, 1911
- Pheidole roberti Forel, 1902
- Pheidole rochai Forel, 1912
- Pheidole rogeri Emery, 1896
- Pheidole rogersi Forel, 1902
- Pheidole rohani Santschi, 1925
- Pheidole roosevelti Mann, 1921
- Pheidole rosae Forel, 1901
- Pheidole rosula Wilson, 2003
- Pheidole rotundiceps Wilson, 2003
- Pheidole roushae Wilson, 2003
- Pheidole rubiceps Wilson, 2003
- Pheidole rudigenis Emery, 1906
- Pheidole ruficeps (Smith, 1861)
- Pheidole rufipilis Forel, 1908
- Pheidole rugaticeps Emery, 1877
- Pheidole rugatula Santschi, 1933
- Pheidole rugiceps Wilson, 2003
- Pheidole rugifera Eguchi, 2001
- Pheidole rugithorax Eguchi, 2008
- Pheidole rugosa Smith, 1858
- Pheidole rugulosa Gregg, 1959
- Pheidole rutilana Wilson, 2003
- Pheidole ryukyuensis Ogata, 1982
- Pheidole sabahna Eguchi, 2000
- Pheidole sabella Wilson, 2003
- Pheidole sabina Wilson, 2003
- Pheidole sagax Wilson, 2003
- Pheidole sagei Forel, 1902
- Pheidole sagittaria Wilson, 2003
- Pheidole sarawakana Forel, 1911
- Pheidole sarcina Forel, 1912
- Pheidole sarpedon Wilson, 2003
- Pheidole sauberi Forel, 1905
- Pheidole saxicola Wheeler, 1922
- Pheidole sayapensis Eguchi, 2001
- Pheidole scabriuscula Gerstäcker, 1871
- Pheidole scalaris Wilson, 2003
- Pheidole scapulata Santschi, 1923
- Pheidole schmalzi Emery, 1894
- Pheidole schoedli Eguchi, Hashimoto & Malsch, 2006
- Pheidole schoutedeni Forel, 1913
- Pheidole schultzei Forel, 1910
- Pheidole schwarzmaieri Borgmeier, 1939
- Pheidole sciara Cole, 1955
- Pheidole scimitara Wilson, 2003
- Pheidole sciophila Wheeler, 1908
- Pheidole scolioceps Wilson, 2003
- Pheidole scrobifera Emery, 1896
- Pheidole sculptior Forel, 1893
- Pheidole sculpturata Mayr, 1866
- Pheidole sebofila Longino, 2009
- Pheidole securigera Wilson, 2003
- Pheidole seeldrayersi Forel, 1910
- Pheidole selathorax Zhou, 2001
- Pheidole seligmanni Wilson, 2003
- Pheidole semidea Fischer, Hita Garcia & Peters, 2012
- Pheidole semilaevis Forel, 1901
- Pheidole senex Gregg, 1952
- Pheidole senilis Santschi, 1929
- Pheidole sensitiva Borgmeier, 1959
- Pheidole sepulchralis Bingham, 1903
- Pheidole sericella Viehmeyer, 1914
- Pheidole servilia Wilson, 2003
- Pheidole setosa Fischer, Hita Garcia & Peters, 2012
- Pheidole setsukoae Wilson, 2003
- Pheidole severini Forel, 1904
- Pheidole sexdentata Donisthorpe, 1948
- Pheidole sexspinosa Mayr, 1870
- Pheidole sharpi Forel, 1902
- Pheidole sicaria Wilson, 2003
- Pheidole sigillata Wilson, 2003
- Pheidole sikorae Forel, 1891
- Pheidole similigena Wheeler, 1937
- Pheidole simoni Emery, 1893
- Pheidole simonsi Wilson, 2003
- Pheidole simplex Wheeler, 1925
- Pheidole simplispinosa Sarnat, 2008
- Pheidole sinaitica Mayr, 1862
- Pheidole singaporensis Özdikmen, 2010
- Pheidole singularis Smith, 1863
- Pheidole sinica (Wu & Wang, 1992)
- Pheidole sitiens Wilson, 2003
- Pheidole skwarrae Wheeler, 1934
- Pheidole smythiesii Forel, 1902
- Pheidole socrates Forel, 1912
- Pheidole soesilae Makhan, 2007
- Pheidole soritis Wheeler, 1908
- Pheidole sospes Forel, 1908
- Pheidole spadonia Wheeler, 1915
- Pheidole sparsisculpta Longino, 2009
- Pheidole spathicornis Wilson, 2003
- Pheidole spathifera Forel, 1902
- Pheidole spathipilosa Wilson, 2003
- Pheidole specularis Wilson, 2003
- Pheidole speculifera Emery, 1877
- Pheidole sperata Forel, 1915
- Pheidole sphaerica Wilson, 2003
- Pheidole spilota Wilson, 2003
- Pheidole spinicornis Eguchi, 2001
- Pheidole spininodis Mayr, 1887
- Pheidole spinoda (Smith, 1858)
- Pheidole spinulosa Forel, 1910
- Pheidole squalida Santschi, 1910
- Pheidole steinheili Forel, 1901
- Pheidole stigma Wilson, 2003
- Pheidole stomachosa Wheeler, 1917
- Pheidole strator Forel, 1910
- Pheidole striata
- Pheidole striaticeps Donisthorpe, 1947
- Pheidole strigosa Wilson, 2003
- Pheidole stulta Forel, 1886
- Pheidole styrax Wilson, 2003
- Pheidole subaberrans (Kusnezov, 1952)
- Pheidole subarmata Mayr, 1884
- Pheidole submonticola Eguchi, 2001
- Pheidole subnuda Wilson, 2003
- Pheidole subreticulata Emery, 1894
- Pheidole subsphaerica Wilson, 2003
- Pheidole sulcaticeps Roger, 1863
- Pheidole superba Wilson, 2003
- Pheidole susannae Forel, 1886
- Pheidole susanowo Onoyama & Terayama, 1999
- Pheidole sykesii Forel, 1902
- Pheidole symbiotica Wasmann, 1909
- Pheidole synanthropica Longino, 2009
- Pheidole synarmata Wilson, 2003
- Pheidole tachigaliae Wheeler, 1921
- Pheidole tachirana Wilson, 2003
- Pheidole taipoana Wheeler, 1928
- Pheidole taivanensis Forel, 1912
- Pheidole tambopatae Wilson, 2003
- Pheidole tandjongensis Forel, 1913
- Pheidole tanyscapa Wilson, 2003
- Pheidole tarchon Wilson, 2003
- Pheidole tasmaniensis Mayr, 1866
- Pheidole taurus Emery, 1906
- Pheidole tawauensis Eguchi, 2001
- Pheidole templaria Forel, 1902
- Pheidole tenebricosa Eguchi, 2001
- Pheidole tenerescens Wheeler, 1922
- Pheidole teneriffana Forel, 1893
- Pheidole tennantae Wilson, 2003
- Pheidole tenuicephala Longino, 2009
- Pheidole tenuiclavata Donisthorpe, 1943
- Pheidole tenuinodis Mayr, 1901
- Pheidole tenuis Wilson, 2003
- Pheidole tepicana Pergande, 1896
- Pheidole tepuicola Wilson, 2003
- Pheidole termitobia Forel, 1901
- Pheidole termitophila Forel, 1904
- Pheidole terraceensis Bharti, 2001
- Pheidole terresi Wheeler & Mann, 1914
- Pheidole terribilis Wilson, 2003
- †Pheidole tertiaria Carpenter, 1930
- †Pheidole tethepa Wilson, 1985
- Pheidole tetra Creighton, 1950
- Pheidole tetracantha Emery, 1897
- Pheidole tetrica Forel, 1913
- Pheidole tetroides Wilson, 2003
- Pheidole texana Wheeler, 1903
- Pheidole texticeps Wilson, 2003
- Pheidole thrasys Wilson, 2003
- Pheidole tigris Wilson, 2003
- Pheidole tijucana Borgmeier, 1927
- Pheidole tillandsiarum Wheeler, 1934
- Pheidole tisiphone Wheeler, 1911
- Pheidole titanis Wheeler, 1903
- Pheidole tjibodana Forel, 1905
- Pheidole tobini Wilson, 2003
- Pheidole tolteca Forel, 1901
- Pheidole torosa Wilson, 2003
- Pheidole trachyderma Emery, 1906
- Pheidole trageri Wilson, 2003
- Pheidole tragica Wheeler, 1934
- Pheidole traini Wilson, 2003
- Pheidole transfigens Forel, 1911
- Pheidole transversostriata Mayr, 1887
- Pheidole trapezoidea Viehmeyer, 1914
- Pheidole tricarinata Santschi, 1914
- Pheidole tricolor Donisthorpe, 1949
- Pheidole triconstricta Forel, 1886
- Pheidole trinitatis Wilson, 2003
- Pheidole triplex Wilson, 2003
- Pheidole tristicula Wilson, 2003
- Pheidole tristis (Smith, 1858)
- Pheidole tristops Wilson, 2003
- Pheidole truncula Wilson, 2003
- Pheidole tschinkeli Wilson, 2003
- Pheidole tumida Eguchi, 2008
- Pheidole turneri Forel, 1902
- Pheidole tuxtlasana Wilson, 2003
- Pheidole tysoni Forel, 1901
- Pheidole ulothrix Wilson, 2003
- Pheidole umbonata Mayr, 1870
- Pheidole umphreyi Wilson, 2003
- Pheidole uncagena Sarnat, 2008
- Pheidole unicornis Wilson, 2003
- Pheidole upeneci Forel, 1913
- Pheidole ursus Mayr, 1870
- Pheidole vafella Wheeler, 1925
- Pheidole vafra Santschi, 1923
- Pheidole valens Wilson, 2003
- Pheidole vallicola Wheeler, 1915
- Pheidole vallifica Forel, 1901
- Pheidole vanderveldi Forel, 1913
- Pheidole variabilis Mayr, 1876
- Pheidole variolosa Emery, 1892
- Pheidole vatu Mann, 1921
- Pheidole veletis Wilson, 2003
- Pheidole velox Emery, 1887
- Pheidole venatrix Wilson, 2003
- Pheidole verricula Wilson, 2003
- Pheidole vestita Wilson, 2003
- Pheidole veteratrix Forel, 1891
- Pheidole victima Santschi, 1929
- Pheidole victoris Forel, 1913
- Pheidole vieti Eguchi, 2008
- Pheidole vigilans (Smith, 1858)
- Pheidole violacea Wilson, 2003
- Pheidole virago Wheeler, 1915
- Pheidole viriosa Wilson, 2003
- Pheidole viserion Sarnat, Fischer & Economo, 2016
- Pheidole vistana Forel, 1914
- Pheidole vomer Wilson, 2003
- Pheidole vorax (Fabricius, 1804)
- Pheidole vulcan Fischer & Fisher, 2013
- Pheidole vulgaris Eguchi, 2006
- Pheidole walkeri Mann, 1922
- Pheidole wallacei Mann, 1916
- Pheidole wardi Wilson, 2003
- Pheidole watsoni Forel, 1902
- Pheidole weiseri Forel, 1910
- Pheidole wheelerorum MacKay, 1988
- Pheidole wiesei Wheeler, 1919
- Pheidole williamsi Wheeler, 1919
- Pheidole wilsoni Mann, 1921
- Pheidole wolfringi Forel, 1908
- Pheidole woodmasoni Forel, 1885
- Pheidole wroughtonii Forel, 1902
- Pheidole xanthocnemis Emery, 1914
- Pheidole xanthogaster Wilson, 2003
- Pheidole xerophila Wheeler, 1908
- Pheidole xocensis Forel, 1913
- Pheidole xyston Wilson, 2003
- Pheidole yaqui Creighton & Gregg, 1955
- Pheidole yeensis Forel, 1902
- Pheidole yucatana Wilson, 2003
- Pheidole zelata Wilson, 2003
- Pheidole zeteki Smith, 1947
- Pheidole zhoushanensis Li & Chen, 1992
- Pheidole zoceana Santschi, 1925
- Pheidole zoster Wilson, 2003